# Erich Bautz
Erich Bautz (Dortmund, 26 de maio de 1913 - Dortmund, 17 de setembro de 1986) foi um ciclista alemão que foi profissional entre 1934 e 1953.
Durante a sua etapa como profissional conseguiu 27 vitórias, entre as que destacam duas vitórias parciais no Tour de France e três campeonatos da Alemanha em estrada. Ademais portou o maillot de líder da rodada gala durante cinco jornadas.

## Palmarés
| 1933 - Volta a Colónia 1935 - Volta a Dortmund - Circuito de Schweinfurth 1936 - Volta a Colónia - Volta a Erfurth - GP Sarre - 2.º no Campeonato da Alemanha de estrada 1937 - Campeão da Alemanha - Volta a Harz - Volta a.C.ll de Spessart - 2 etapes do Tour de France - Etapa da Volta à Alemanha - Etapa da Tour de Luxemburgo 1938 - Prêmio de Bielefeld - 2 etapas da Volta à Alemanha | 1939 - Volta a Frankfurt - GP Wuppertal - Etapa da Volta à Alemanha 1941 - Campeão da Alemanha - Etapa do Echarpe d'Or Torpedo 1942 - Campeão da Alemanha de médio-fundo - Volta a Westmark, mais uma etapa 1947 - Volta à Alemanha, mais uma etapa 1949 - 2.º no Campeonato da Alemanha de estrada 1950 - Campeão da Alemanha - Campeão da Alemanha de médio-fundo |

## Resultados no Tour de France
- 1936: Abandono em 6.ª etapa
- 1937: 9.º da classificação geral, vencedor de 2 etapas e portador do maillot amarelo durante cinco etapas

## Equipas
- Diamant (1934-1936)
- Alcyon i Diamant-Conti-Torpedo (1937)
- Dürkopp (1938)
- Alcyon i Diamant (1938)
- Diamant (1939-1942)
- Pátria W.K.C. (1946-1952)